# Surface Transportation Board
Le Surface Transportation Board (STB) (en français : Commission américaine du transport de surface) est une division du département des Transports des États-Unis, créée en 1996 après la disparition de la Interstate Commerce Commission.
Dans le cadre des chemins de fer, le STB intervient sur la régulation des prix de transport et comme auditeur pour le classement des compagnies de classe I par l’Association of American Railroads (AAR).